# Markus Schlacher
Markus Schlacher (* 23. August 1987 in Villach) ist ein ehemaliger österreichischer Eishockeyspieler, der zuletzt beim EC VSV in der Österreichischen Eishockey-Liga unter Vertrag stand.

## Karriere

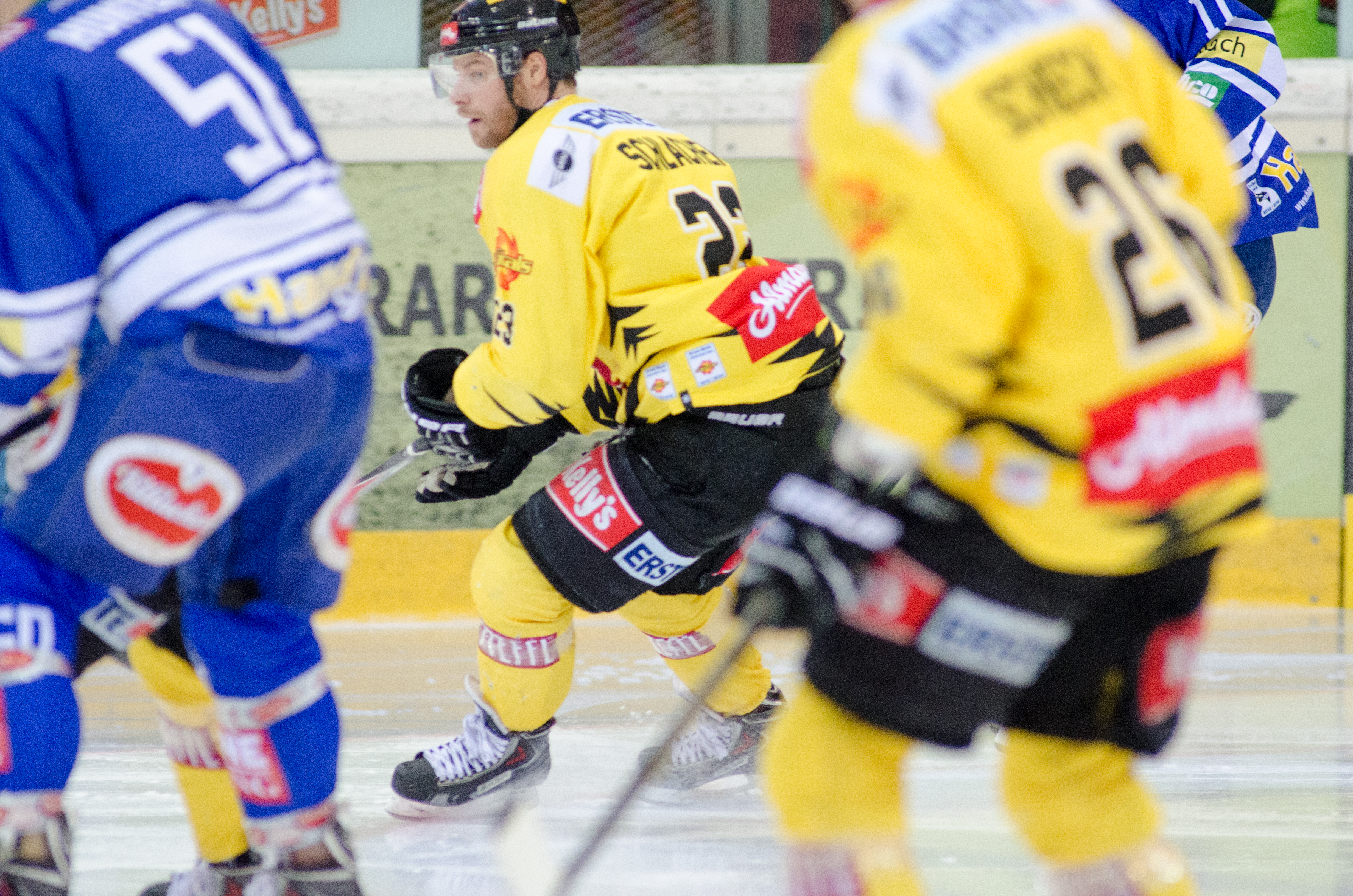
Markus Schlacher (Bildmitte) im Trikot der Vienna Capitals, März 2014

Schlacher begann seine Karriere in der Nachwuchsabteilung des Villacher SV. Bereits als 16-Jähriger debütierte er für die Kärntner in der Österreichischen Eishockey-Liga und gewann mit ihnen 2006 die österreichische Landesmeisterschaft. Im Anschluss wechselte er nach Schweden, wo er beim Skellefteå AIK nicht nur in der J20 SuperElit, der höchsten Nachwuchsspielklasse des Landes, spielte, sondern auch neun Spiele in der Elitserien der Herren absolvierte. Nach nur einem Jahr im hohen Norden zog es ihn wieder in seine alpenländische Heimat zurück und er schloss sich für vier Jahre dem EHC Linz an. Nach einem einjährigen Intermezzo beim EC Red Bull Salzburg, mit dem er die European Trophy 2011 gewann, wechselte er 2012 zu den Vienna Capitals in die österreichische Hauptstadt, für die er bis 2015 spielte. Dabei wurde er von Tommy Samuelsson vom Stürmer zum Verteidiger umgeschult. Im Juli 2015 kehrte er zu seinem Heimatverein zurück.
Nach fünf Jahren beim EC VSV erhielt er im Sommer 2020 keinen neuen Vertrag bei seinem Heimatverein. Anschließend beendete er seine Karriere.

### International
Für sein Heimatland spielte Schlacher bei der U18-Weltmeisterschaft der Division I 2005 sowie den U20-Weltmeisterschaften der Division I 2006 und 2007, als er zum besten Stürmer des Turniers gewählt wurde.
Sein Debüt in der Herren-Nationalmannschaft gab Schlacher am 11. Februar 2010 im italienischen Asiago beim 4:3-Erfolg nach Verlängerung im Freundschaftsspiel gegen Frankreich. An einer Weltmeisterschaft nahm er erstmals 2014 teil, als ihm beim Turnier der Division I in Goyang mit der österreichischen Equipe der Wiederaufstieg in die Top-Division gelang. Nachdem die Österreicher 2015 ohne Schlacher wieder abgestiegen waren, spielte er bei den Weltmeisterschaften 2016 und 2017 erneut in der Division I. Bei der Weltmeisterschaft 2018 spielte Schlacher zum ersten Mal in der Top-Division. Dabei gelang der Mannschaft aus dem Alpenland erstmals seit 2004 wieder der Klassenerhalt im Weltmeisterschaftsoberhaus. Auch 2019 spielte er in der Top-Division, musste aber mit seiner Mannschaft nach einer 3:4-Niederlage nach Penalty-Schießen im entscheidenden Spiel gegen Italien den Abstieg hinnehmen.

## Erfolge und Auszeichnungen
- 2006 Österreichischer Meister mit dem EC VSV
- 2011 European-Trophy-Gewinn mit dem EC Red Bull Salzburg
- 2016 Kärntner Eishockey Superstar des Jahres

### International
- 2007 Bester Stürmer bei der U20-Weltmeisterschaft der Division I, Gruppe B
- 2014 Aufstieg in die Top-Division bei der Weltmeisterschaft der Division I, Gruppe A
- 2017 Aufstieg in die Top-Division bei der Weltmeisterschaft der Division I, Gruppe A

## Karrierestatistik
(Legende zur Spielerstatistik: Sp oder GP = absolvierte Spiele; T oder G = erzielte Tore; V oder A = erzielte Assists; Pkt oder Pts = erzielte Scorerpunkte; SM oder PIM = erhaltene Strafminuten; +/− = Plus/Minus-Bilanz; PP = erzielte Überzahltore; SH = erzielte Unterzahltore; GW = erzielte Siegtore; 1 Play-downs/Relegation; Kursiv: Statistik nicht vollständig)